# ディンプス
株式会社ディンプス（英: Dimps Corporation）は、日本のゲーム会社。コンピュータエンターテインメント協会正会員。

## 歴史
カプコンで『ストリートファイター』、エス・エヌ・ケイで『餓狼伝説』のディレクターを務めた元エス・エヌ・ケイ専務取締役の西山隆志が、同社開発1部のスタッフを引き連れて2000年3月に「株式会社ソキアック」として設立。同年7月にサミー、バンダイ、SCE、セガの資本を受けて「株式会社ディンプス」に社名を変更した。同時に株を51%取得したサミーの子会社となる。その後2005年8月31日にサミーとの資本提携を解消し独立した。セガが保有していた株式は、2015年4月に実施されたセガグループ再編に伴い、セガゲームスの親会社であるセガホールディングス（後のセガグループ）の保有となった。
業務用および家庭用コンピュータビデオゲーム、ソフトウェアの研究・開発が主な事業内容である。版権物のキャラクターを用いたゲームの受託開発が中心となっている。2009年からは西山の古巣でもある、カプコンの「ストリートファイター」シリーズの開発にも携わっている。
かつては島田紳助が相談役として名を連ねていた（登記上、本名である長谷川公彦名義）が、2011年の芸能界引退直後に退任している。かつて紳助がバイクチームを率い鈴鹿8耐に出場した際に紳助とチームのメインスポンサーを務めていたエス・エヌ・ケイの当時専務であった現社長の西山が出会い、公私共に親しくなったことがきっかけとされている。

## 沿革
2000年
- 3月 - 会社設立
- 7月 - 旧社名「株式会社ソキアック」より新会社名「株式会社ディンプス」に変更

2005年
- 8月 - MBOにより現役員が経営権を取得
- 10月 - 株式会社サファリゲームズを連結子会社化
- 11月 - 米国現地法人Dimps, Inc.を100%出資にて設立

## 主なリリース作品
2001年
- WSC デジモンテイマーズ バトルスピリット（発売元：バンダイ）
- GBA ソニックアドバンス（発売元：セガ）※ソニックチーム監修

2002年
- WSC デジモンテイマーズ　バトルスピリットVer.1.5（発売元：バンダイ）
- PS シャーマンキング スピリット オブ シャーマンズ（発売元：バンダイ）
- WSC バトルスピリット デジモンフロンティア（発売元：バンダイ）
- GBA ソニックアドバンス2（発売元：セガ）※ソニックチーム監修

2003年
- PS2 ドラゴンボールZ（発売元：バンダイ）
- GC ドラゴンボールZ（発売元：バンダイ）
- AC デモリッシュフィスト（発売元：セガ）

2004年
- PS2 SEVEN SAMURAI 20XX（発売元：サミー）
- PS2 ドラゴンボールZ2（発売元：バンダイ）
- AC/PS2　ザ・ランブルフィッシュ（発売元：セガ）
- PS2 シャーマンキングふんばりスピリッツ（発売元：バンダイ）
- GBA 機動戦士ガンダムSEED 友と君と戦場で。（発売元：バンダイ）
- GBA ソニックアドバンス3（発売元：セガ）※ソニックチーム監修
- GBA ドラゴンボール アドバンスアドベンチャー（発売元：バンプレスト）
- GBA 金色のガッシュベル!! うなれ!友情の電撃2（発売元：バンプレスト）

2005年
- PS2 ドラゴンボールZ3（発売元：バンダイ）
- AC データカードダス ドラゴンボールZ（発売元：バンダイ）
- AC ザ・ランブルフィッシュ2（発売元：セガ）
- Xbox スパイクアウト バトルストリート（発売元：セガ）
- PS2 聖闘士星矢 聖域十二宮編（発売元：バンダイ）
- PS2 幽☆遊☆白書FOREVER（発売元：バンプレスト）
- PC UniversalCentury.net GUNDAM ONLINE（発売元：バンダイナムコゲームス）
- DS ソニック ラッシュ（発売元：セガ）※ソニックチーム監修

2006年
- PSP ドラゴンボールZ 真武道会（発売元：バンダイ）
- AC 超ねんじゅーかいさい カードでおーえん! たまごっちカップ（発売元：バンダイ）
- AC データカードダス ドラゴンボールZ2（発売元：バンダイ）
- DS クラッシュ・バンディクー フェスティバル（発売元：ビベンディ ユニバーサル ゲームズ）
- DS たまごっちのプチプチおみせっち ごひーきに（発売元：バンダイナムコゲームス）
- AC THE BATTLE OF 幽遊白書 -死闘!暗黒武術会-（発売元：バンプレスト）
- DS テイルズ オブ ザ テンペスト（発売元：バンダイナムコゲームス）

2007年
- PS2 聖闘士星矢 冥王ハーデス十二宮編（発売元：バンダイナムコゲームス）
- AC オールシーズンさぁイコー!カードでエントリー!たまごっちコンテスト（発売元：バンダイ）
- AC データカードダス ドラゴンボールZ 爆烈インパクト（発売元：バンダイ）
- DS のだめカンタービレ（発売元：バンダイナムコゲームス）
- DS カスタムビートバトル ドラグレイド（発売元：バンプレスト）
- PSP ドラゴンボールZ 真武道会2（発売元：バンダイナムコゲームス）
- DS たまごっちのプチプチおみせっち みなサンきゅ〜!（発売元：バンダイナムコゲームス）
- DS ソニック ラッシュ アドベンチャー（発売元：セガ）※ソニックチーム監修

2008年
- AC たまごっちとふしぎな絵本（発売元：バンダイ）
- AC ドラゴンボールZ W爆烈IMPACT（発売元：バンダイ）
- Xbox 360/PS3 ドラゴンボールZ バーストリミット（発売元：バンダイナムコゲームス）
- Xbox 360 ガンダム オペレーショントロイ（発売元：バンダイナムコゲームス）
- AC ストリートファイターIV（発売元：カプコン）
- DS カスタムビートバトル ドラグレイド2（発売元：バンダイナムコゲームス）
- PS2 ドラゴンボールZ インフィニットワールド（発売元：バンダイナムコゲームス）
- Wii/PS2 ソニック ワールドアドベンチャー（発売元：セガ）※セガと共同開発

2009年
- Xbox 360/PS3 ストリートファイターIV（発売元：カプコン）
- PSP DRAGONBALL EVOLUTION（発売元：バンダイナムコゲームス）
- AC データカードダス ドラゴンボール改 ドラゴンバトラーズ（発売元：バンダイ）
- DS BLEACH DS 4th:フレイム・ブリンガー（発売元：セガ）
- DS たまごっちの なりきりチャンネル（発売元：バンダイナムコゲームス）
- PSP バトルスピリッツ 輝石の覇者（発売元：バンダイナムコゲームス）

2010年
- DS のだめカンタービレ 楽しい音楽の時間デス（発売元：バンダイナムコゲームス）
- Xbox 360/PS3 スーパーストリートファイターIV（発売元：カプコン）
- Xbox 360/PS3/Wii/iOS/Android ソニック・ザ・ヘッジホッグ4 エピソードI（発売元：セガ）
- AC ドラゴンボールヒーローズ（発売元：バンダイ）
- DS ソニック カラーズ（発売元：セガ）
- AC スーパーストリートファイターIV アーケードエディション（発売元：カプコン）

2011年
- AC データカードダス トリコ イタダキマスター（発売元：バンダイ）
- AC データカードダス カードでハッピー!たまごっち!たまハートコレクション（発売元：バンダイ）
- DS たまごっちコレクション（発売元：バンダイナムコゲームス）
- PS3 聖闘士星矢戦記（発売元：バンダイナムコゲームス）
- 3DS ソニック ジェネレーションズ 青の冒険（発売元：セガ）

2012年
- Xbox 360/PS3 ストリートファイター X 鉄拳（発売元：カプコン）
- Xbox 360/PS3/iOS/Android ソニック・ザ・ヘッジホッグ4 エピソードII（発売元：セガ）
- AC THE RUMBLE FISH2 for NESiCAxLive
- Android/iOS エイリアンvsガンナーズ
- PSP 化物語 ポータブル（発売元：バンダイナムコゲームス）
- 3DS おうちまいにち たまごっち（発売元：バンダイナムコゲームス）

2013年
- PS3 聖闘士星矢 ブレイブ・ソルジャーズ（発売元：バンダイナムコゲームス）
- 3DS ソニック ロストワールド（発売元：セガ）
- 3DS たまごっち!せーしゅんのドリームスクール（発売元：バンダイナムコゲームス）
- Android/iOS ファントムゲート戦姫

2014年
- AC カードクリエイトバトル　ONE PIECE KINGS（発売元：バンダイ）
- AC データカードダス　マジンボーン（発売元：バンダイ）
- 3DS ドラゴンボールヒーローズ アルティメットミッション2（発売元：バンダイナムコゲームス）
- 3DS マジンボーン　時間と空間の魔神（発売元：バンダイナムコゲームス）
- PS Vita FREEDOM WARS フリーダムウォーズ（発売元：ソニー・コンピュータエンタテインメントジャパンアジア）※シフトとの連名

2015年
- PS4/PS3/Xbox One/Xbox 360 ドラゴンボール ゼノバース（発売元：バンダイナムコゲームス）
- PS4/PS3/PC 聖闘士星矢 ソルジャーズ・ソウル（発売元：バンダイナムコエンターテインメント）
- AC スクール オブ ラグナロク（発売元：スクウェア・エニックス）
- iOS/Android/PC ICカードダス ドラゴンボール（配信元：バンダイ）

2016年
- 3DS 僕のヒーローアカデミア バトル・フォー・オール（発売元：バンダイナムコエンターテインメント）
- PS4/PC ストリートファイターV（発売元：カプコン）
- PS4/Xbox One/PC ドラゴンボール ゼノバース2（発売元：バンダイナムコエンターテインメント）
- AC スーパードラゴンボールヒーローズ（発売元：バンダイ）
- PS VR anywhereVR（発売元：ソニー・ミュージックエンタテインメント）

2017年
- 3DS ドラゴンボールヒーローズ アルティメットミッションX（発売元：バンダイナムコエンターテインメント）
- Switch ドラゴンボール ゼノバース2（発売元：バンダイナムコエンターテインメント）
- AC ブラッククローバー グリモワールバトル（発売元：バンダイ）

2018年
- PS4/Xbox One/PC ソードアート・オンライン フェイタル・バレット（発売元：バンダイナムコエンターテインメント）
- Android/iOS ドラゴンボール レジェンズ（配信元：バンダイナムコエンターテインメント）
- PS4/Xbox One/PC ソウルキャリバーVI（共同開発・発売元：バンダイナムコエンターテインメント）

2019年
- Switch スーパードラゴンボールヒーローズ ワールドミッション（発売元：バンダイナムコエンターテインメント）
- Android/iOS AIカードダス ゼノンザード（配信元：バンダイ）

2020年
- Android/iOS 聖闘士星矢 シャイニングソルジャーズ（配信元：バンダイナムコエンターテインメント）
- Android/iOS ミニ四駆 超速グランプリ（配信元：バンダイナムコエンターテインメント）
- Switch タベオウジャ（発売元：バンダイ）

2022年
- AC 機動戦士ガンダム アーセナルベース（発売元：バンダイ）
- PC/PS4/Xbox One/Switch ドラゴンボール ザ ブレイカーズ（発売元：バンダイナムコエンターテインメント）

2024年
- PS5/Xbox Series X/S/Switch/PC ソードアート・オンライン フラクチュアード デイドリーム（発売元：バンダイナムコエンターテインメント）